# Shahrestān di Buin va Miandasht
Lo shahrestān di Buin va Miandasht (farsi شهرستان بوئین و میاندشت) è uno dei 24 shahrestān della provincia di Esfahan, in Iran. Il capoluogo è Bu'in e Miandasht. Lo shahrestān è suddiviso in una circoscrizione (bakhsh):
- Centrale (بخش مرکزی شهرستان بوئين ومياندشت)